# 納季亞蓋利夫卡
50°1′55″N 31°42′50″E / 50.03194°N 31.71389°E
納蒂亞海利夫卡（烏克蘭語：Натягайлівка）是位於烏克蘭北部的村莊，由基辅州鲍里斯皮尔区的塔尚市鎮負責管轄。該村面積0.47平方公里，海拔高度106米，2001年人口163，人口密度每平方公里346.8人。